# Ula (Metaula) splendissima
Ula (Metaula) splendissima is een tweevleugelige uit de familie Pediciidae. De soort komt voor in het Oriëntaals gebied.